# Liga dos Campeões da Europa de Voleibol Feminino de 2020-21
O Liga dos Campeões da Europa de Voleibol Feminino de 2020-21 foi a sexagésima primeira edição da principal competição de clubes de voleibol feminino da Europa, organizada pela CEV iniciada com as qualificatórias, esta realizada no período de 22 de setembro a 12 de novembro de 2020 com 12 participantes e o torneio principal previsto para o período de 1 de dezembro de 2020 a 1 de maio de 2021 com 17 equipes disputando o título, totalizando 29 clubes participantes,qualificando o time campeão para a edição do Campeonato Mundial de Clubes de Voleibol Feminino de 2021.

## Formato de disputa
As equipes foram distribuídas proporcionalmente em cinco grupos onde todos os times (com dois jogos em mando de quadra e dois jogos como visitante).Os cinco times que encerrarem esta fase em primeiro de seus grupos qualificam-se para os playoffs e mais os três melhores segundo colocados nesta etapa.
A classificação é determinada pelo número de partidas ganhas. Em caso de empate no número de partidas ganhas por duas ou mais equipes, sua classificação é baseada nos seguintes critérios:
- resultado de pontos (placar de 3-0 ou 3-1 garantiu três pontos para a equipe vencedora e nenhum para a equipe derrotada; já o placar de 3-2 garantiu dois pontos para a equipe vencedora e um para a perdedora);
- quociente de set (o número total de sets ganhos dividido pelo número total de sets perdidos);
- quociente de pontos (o número total de pontos marcados dividido pelo número total de pontos perdidos);
- resultados de confrontos diretos entre as equipes em questão.

A Fase de Playoffs reuniu as oito melhores equipes da fase anterior, sendo as primeiras colocadas de cada grupo e três melhores segunda colocadas, e disputarão a fase de quartas de final, com jogos de idade e volta, obedecendo os critérios de pontuação (resultado de pontos), no caso de empate, disputariam o "Golden Set".
A fase semifinal reuniu as quatro equipes classificadas com jogos de ida e volta,  com Golden set, as duas melhores equipes desta fase disputam a final, sendo disputada em jogo único.

## Equipes participantes
Um total de 21 equipes participam no torneio principal, com 17 clubes oriundos das vagas diretas destinada aos melhores ranqueados conforme "Ranking" das Copas Europeias, as 2 equipes restantes são oriundas da fase qualificatória, mas, alguns clubes desistiram, além de substituição, total de 4 equipes se qualificaram. As seguintes equipes foram qualificadas para a disputa do torneio principal da Liga dos Campeões da Europa de 2020-21:
| Equipe                           | País      | Qualificação    |
| -------------------------------- | --------- | --------------- |
| VakıfBank SK Istanbul            | Turquia   | Vaga direta     |
| Eczacıbaşı VitrA                 | Turquia   | Vaga direta     |
| Fenerbahçe SK Istanbul           | Turquia   | Vaga direta     |
| Imoco Volley Conegliano          | Itália    | Vaga direta     |
| Busto Arsizio                    | Itália    | Vaga direta     |
| Igor Gorgonzola Novara           | Itália    | Vaga direta     |
| Scandicci Savino Del Bene        | Itália    | Qualificatórias |
| Dinamo Kazan                     | Rússia    | Vaga direta     |
| Lokomotiv Kaliningrado           | Rússia    | Vaga direta     |
| Uralochka-NTMK Ekaterinburg[DES] | Rússia    | Vaga direta     |
| Dinamo Moscou                    | Rússia    | Qualificatórias |
| Chemik Police                    | Polónia   | Vaga direta     |
| Developres Rzeszów               | Polónia   | Vaga direta     |
| ŁKS Łódź                         | Polónia   | Qualificatórias |
| ASPTT Mulhouse                   | França    | Vaga direta     |
| VB Nantes                        | França    | Vaga direta     |
| SSC Palmberg Schwerin            | Alemanha  | Vaga direta     |
| Allianz MTV Stuttgart            | Alemanha  | Qualificatórias |
| SK UP Olomouc                    | Chéquia   | Vaga direta     |
| Maritza Plovdiv                  | Bulgária  | Vaga direta     |
| LP Salo[DES]                     | Finlândia | Vaga direta     |
| OK Kamnik                        | Eslovênia | Vaga direta     |

Nota
DES ^ Equipes desistiram da participação  do torneio, um deles foi do LP Salo, ocorrendo a promoção do Dinamo Moscou e Allianz MTV Stuttgart, e OK Kamnik substituiu o Uralochka-NTMK Ekaterinburg.

## Fase de grupos
|  | Classificado para as quartas de final                           |
|  | As tres melhores segundas colocadas avançam as quartas de final |

- Horário local.

### Grupo A
Classificação
|     |                           |     | Jogos | Jogos | Jogos | Pontos | Pontos | Pontos | Sets | Sets | Sets  |
| Pos | Equipe                    | Pts | T     | V     | D     | V      | P      | R      | V    | P    | R     |
| --- | ------------------------- | --- | ----- | ----- | ----- | ------ | ------ | ------ | ---- | ---- | ----- |
| 1   | Scandicci Savino Del Bene | 12  | 6     | 4     | 2     | 542    | 509    | 1.065  | 15   | 9    | 1.667 |
| 2   | Busto Arsizio             | 11  | 6     | 4     | 2     | 523    | 479    | 1.092  | 14   | 10   | 1.400 |
| 3   | SSC Palmberg Schwerin     | 8   | 6     | 3     | 3     | 467    | 484    | 0.965  | 10   | 12   | 0.833 |
| 4   | Developres Rzeszów        | 5   | 6     | 1     | 5     | 513    | 573    | 0.895  | 8    | 16   | 0.500 |

### Jogos de ida
- Local:  Palazzetto Dello Sport, Scandicci

Resultados
| Data       | Hora  |                           | Placar |                           | Set 1 | Set 2 | Set 3 | Set 4 | Set 5 | Total   | Relatório |
| ---------- | ----- | ------------------------- | ------ | ------------------------- | ----- | ----- | ----- | ----- | ----- | ------- | --------- |
| 01/12/2020 | 17:30 | Scandicci Savino Del Bene | 3–2    | Busto Arsizio             | 25–18 | 11–25 | 25–19 | 23–25 | 17–15 | 101–102 | Relatório |
| 01/12/2020 | 20:30 | SSC Palmberg Schwerin     | 3–1    | Developres Rzeszów        | 25–27 | 25–18 | 25–18 | 25–18 |       | 100–81  | Relatório |
| 02/12/2020 | 17:30 | SSC Palmberg Schwerin     | 1-3    | Scandicci Savino Del Bene | 25–19 | 19–25 | 20–25 | 21–25 |       | 85–94   | Relatório |
| 02/12/2020 | 20:30 | Developres Rzeszów        | 2–3    | Busto Arsizio             | 17–25 | 22–25 | 25–19 | 25–22 | 14–16 | 103–107 | Relatório |
| 03/12/2020 | 17:30 | Busto Arsizio             | 0–3    | SSC Palmberg Schwerin     | 24–26 | 14–25 | 22–25 |       |       | 60–76   | Relatório |
| 03/12/2020 | 20:30 | Developres Rzeszów        | 0–3    | Scandicci Savino Del Bene | 23–25 | 18–25 | 16–25 |       |       | 57–75   | Relatório |

### Jogos de volta
- Local: Palmberg Arena, Schwerin

Resultados
| Data       | Hora  |                           | Placar |                           | Set 1 | Set 2 | Set 3 | Set 4 | Set 5 | Total   | Relatório |
| ---------- | ----- | ------------------------- | ------ | ------------------------- | ----- | ----- | ----- | ----- | ----- | ------- | --------- |
| 02/02/2021 | 17:00 | Scandicci Savino Del Bene | 2–3    | Busto Arsizio             | 18–25 | 25–21 | 14–25 | 25–18 | 10–15 | 92–104  | Relatório |
| 02/02/2021 | 20:00 | SSC Palmberg Schwerin     | 3–2    | Developres Rzeszów        | 25–18 | 22–25 | 23–25 | 26–24 | 15–7  | 111–99  | Relatório |
| 03/02/2021 | 17:00 | Developres Rzeszów        | 0–3    | Busto Arsizio             | 23–25 | 22–25 | 17–25 |       |       | 62–75   | Relatório |
| 03/02/2021 | 20:00 | SSC Palmberg Schwerin     | 0-3    | Scandicci Savino Del Bene | 22–25 | 13–25 | 15–25 |       |       | 50–75   | Relatório |
| 04/02/2021 | 17:00 | Developres Rzeszów        | 3–1    | Scandicci Savino Del Bene | 33–35 | 25–22 | 25–22 | 28–26 |       | 111–105 | Relatório |
| 04/02/2021 | 20:00 | Busto Arsizio             | 3–0    | SSC Palmberg Schwerin     | 25–20 | 25–13 | 25–12 |       |       | 75–45   | Relatório |

### Grupo B
Classificação
|     |                         |     | Jogos | Jogos | Jogos | Pontos | Pontos | Pontos | Sets | Sets | Sets   |
| Pos | Equipe                  | Pts | T     | V     | D     | V      | P      | R      | V    | P    | R      |
| --- | ----------------------- | --- | ----- | ----- | ----- | ------ | ------ | ------ | ---- | ---- | ------ |
| 1   | Imoco Volley Conegliano | 18  | 6     | 6     | 0     | 473    | 337    | 1.404  | 18   | 1    | 18,000 |
| 2   | Fenerbahçe SK Istanbul  | 12  | 6     | 4     | 2     | 455    | 412    | 1.104  | 13   | 7    | 1.857  |
| 3   | VB Nantes               | 6   | 6     | 2     | 4     | 389    | 447    | 0.870  | 6    | 13   | 0.462  |
| 4   | OK Kamnik               | 0   | 6     | 0     | 6     | 372    | 493    | 0.755  | 2    | 18   | 0.111  |

### Jogos de ida
- Local:  Palaverde, Villorba

Resultados
| Data       | Hora  |                         | Placar |                         | Set 1 | Set 2 | Set 3 | Set 4 | Set 5 | Total | Relatório |
| ---------- | ----- | ----------------------- | ------ | ----------------------- | ----- | ----- | ----- | ----- | ----- | ----- | --------- |
| 08/12/2020 | 18:00 | OK Kamnik               | 0–3    | Imoco Volley Conegliano | 18–25 | 17–25 | 15–25 |       |       | 50–75 | Relatório |
| 08/12/2020 | 20:30 | Fenerbahçe SK Istanbul  | 3–0    | VB Nantes               | 25–16 | 25–18 | 25–15 |       |       | 75–49 | Relatório |
| 09/12/2020 | 17:30 | VB Nantes               | 0–3    | Imoco Volley Conegliano | 19–25 | 11–25 | 16–25 |       |       | 46–75 | Relatório |
| 09/12/2020 | 20:30 | Fenerbahçe SK Istanbul  | 3–1    | OK Kamnik               | 25–16 | 20–25 | 26–24 | 25–17 |       | 96–82 | Relatório |
| 10/12/2020 | 18:00 | VB Nantes               | 3–0    | OK Kamnik               | 25–22 | 25–19 | 25–20 |       |       | 75–61 | Relatório |
| 10/12/2020 | 20:30 | Imoco Volley Conegliano | 3–0    | Fenerbahçe SK Istanbul  | 25–14 | 25–19 | 25–18 |       |       | 75–51 | Relatório |

### Jogos de volta
- Local:  Gymnasium Mangin Beaulieu, Nantes

Resultados
| Data       | Hora  |                         | Placar |                         | Set 1 | Set 2 | Set 3 | Set 4 | Set 5 | Total | Relatório |
| ---------- | ----- | ----------------------- | ------ | ----------------------- | ----- | ----- | ----- | ----- | ----- | ----- | --------- |
| 26/01/2021 | 18:00 | Fenerbahçe SK Istanbul  | 3–0    | VB Nantes               | 25–22 | 25–16 | 25–20 |       |       | 75–58 | Relatório |
| 26/01/2021 | 20:30 | OK Kamnik               | 0–3    | Imoco Volley Conegliano | 21–25 | 11–25 | 11–25 |       |       | 43–75 | Relatório |
| 27/01/2021 | 18:00 | Fenerbahçe SK Istanbul  | 3–0    | OK Kamnik               | 25–13 | 25–18 | 25–20 |       |       | 75–51 | Relatório |
| 27/01/2021 | 20:30 | VB Nantes               | 0–3    | Imoco Volley Conegliano | 20–25 | 20–25 | 24–26 |       |       | 64–76 | Relatório |
| 28/01/2021 | 18:00 | VB Nantes               | 3–1    | OK Kamnik               | 22–25 | 25–19 | 25–20 | 25–21 |       | 97–85 | Relatório |
| 28/01/2021 | 20:30 | Imoco Volley Conegliano | 3–1    | Fenerbahçe SK Istanbul  | 25–19 | 22–25 | 25–21 | 25–17 |       | 97–82 | Relatório |

### Grupo C
Classificação
|     |                       |     | Jogos | Jogos | Jogos | Pontos | Pontos | Pontos | Sets | Sets | Sets  |
| Pos | Equipe                | Pts | T     | V     | D     | V      | P      | R      | V    | P    | R     |
| --- | --------------------- | --- | ----- | ----- | ----- | ------ | ------ | ------ | ---- | ---- | ----- |
| 1   | VakıfBank SK Istanbul | 18  | 6     | 6     | 0     | 498    | 352    | 1.415  | 18   | 2    | 9,000 |
| 2   | ŁKS Łódź              | 11  | 6     | 4     | 2     | 497    | 477    | 1.042  | 12   | 10   | 1.200 |
| 3   | ASPTT Mulhouse        | 6   | 6     | 2     | 4     | 418    | 462    | 0.905  | 7    | 13   | 0.538 |
| 4   | Maritza Plovdiv       | 1   | 6     | 0     | 6     | 452    | 574    | 0.787  | 6    | 18   | 0.333 |

### Jogos de ida
- Local:  Kolodruma, Plovdiv

Resultados
| Data       | Hora  |                       | Placar |                       | Set 1 | Set 2 | Set 3 | Set 4 | Set 5 | Total  | Relatório |
| ---------- | ----- | --------------------- | ------ | --------------------- | ----- | ----- | ----- | ----- | ----- | ------ | --------- |
| 24/11/2020 | 18:00 | ŁKS Łódź              | 0–3    | VakıfBank SK Istanbul | 23–25 | 17–25 | 22–25 |       |       | 62–75  | Relatório |
| 24/11/2020 | 20:30 | Maritza Plovdiv       | 0–3    | ASPTT Mulhouse        | 15–25 | 19–25 | 13–25 |       |       | 47–75  | Relatório |
| 25/11/2020 | 18:00 | Maritza Plovdiv       | 2–3    | ŁKS Łódź              | 18–25 | 25–20 | 25–20 | 17–25 | 10–15 | 95–105 | Relatório |
| 25/11/2020 | 20:30 | ASPTT Mulhouse        | 0–3    | VakıfBank SK Istanbul | 18–25 | 16–25 | 18–25 |       |       | 52–75  | Relatório |
| 26/11/2020 | 18:00 | ASPTT Mulhouse        | 0–3    | ŁKS Łódź              | 20–25 | 23–25 | 20–25 |       |       | 63–75  | Relatório |
| 26/11/2020 | 20:30 | VakıfBank SK Istanbul | 3–1    | Maritza Plovdiv       | 25–9  | 25–10 | 23–25 | 25–16 |       | 98–60  | Relatório |

### Jogos de volta
- Local:  Łódź Sport Arena im. Józefa Żylińskiego, Łódź

Resultados
| Data       | Hora  |                       | Placar |                       | Set 1 | Set 2 | Set 3 | Set 4 | Set 5 | Total  | Relatório |
| ---------- | ----- | --------------------- | ------ | --------------------- | ----- | ----- | ----- | ----- | ----- | ------ | --------- |
| 02/02/2021 | 18:00 | ŁKS Łódź              | 0–3    | VakıfBank SK Istanbul | 21–25 | 19–25 | 20–25 |       |       | 60–75  | Relatório |
| 02/02/2021 | 20:30 | Maritza Plovdiv       | 1–3    | ASPTT Mulhouse        | 23–25 | 25–22 | 22–25 | 22–25 |       | 92–97  | Relatório |
| 03/02/2021 | 18:00 | ASPTT Mulhouse        | 0–3    | VakıfBank SK Istanbul | 15–25 | 13–25 | 18–25 |       |       | 46–75  | Relatório |
| 03/02/2021 | 20:30 | Maritza Plovdiv       | 1–3    | ŁKS Łódź              | 24–26 | 18–25 | 25–23 | 17–25 |       | 84–99  | Relatório |
| 04/02/2021 | 18:00 | VakıfBank SK Istanbul | 3–1    | Maritza Plovdiv       | 25–11 | 25–20 | 25–27 | 25–14 |       | 100–72 | Relatório |
| 04/02/2021 | 20:30 | ASPTT Mulhouse        | 1–3    | ŁKS Łódź              | 23–25 | 19–25 | 25–21 | 18–25 |       | 85–96  | Relatório |

### Grupo D
Classificação
|     |                        |     | Jogos | Jogos | Jogos | Pontos | Pontos | Pontos | Sets | Sets | Sets  |
| Pos | Equipe                 | Pts | T     | V     | D     | V      | P      | R      | V    | P    | R     |
| --- | ---------------------- | --- | ----- | ----- | ----- | ------ | ------ | ------ | ---- | ---- | ----- |
| 1   | Eczacıbaşı VitrA       | 16  | 6     | 6     | 0     | 544    | 442    | 1.231  | 18   | 5    | 3.600 |
| 2   | Dinamo Moscou          | 9   | 6     | 3     | 3     | 484    | 505    | 0.958  | 12   | 11   | 1.091 |
| 3   | Allianz MTV Stuttgart  | 7   | 6     | 2     | 4     | 503    | 540    | 0.931  | 10   | 14   | 0.714 |
| 4   | Lokomotiv Kaliningrado | 4   | 6     | 1     | 5     | 426    | 470    | 0.906  | 5    | 15   | 0.333 |

### Jogos de ida
- Local:  Burhan Felek Voleybol Salonu, Istambul

Resultados
| Data       | Hora  |                        | Placar |                        | Set 1 | Set 2 | Set 3 | Set 4 | Set 5 | Total   | Relatório |
| ---------- | ----- | ---------------------- | ------ | ---------------------- | ----- | ----- | ----- | ----- | ----- | ------- | --------- |
| 08/12/2020 | 17:00 | Dinamo Moscou          | 3–2    | Lokomotiv Kaliningrado | 25–23 | 13–25 | 27–29 | 25–23 | 17–15 | 107–115 | Relatório |
| 08/12/2020 | 20:00 | Allianz MTV Stuttgart  | 2–3    | Eczacıbaşı VitrA       | 25–22 | 25–21 | 17–25 | 21–25 | 9–15  | 97–108  | Relatório |
| 09/12/2020 | 17:30 | Dinamo Moscou          | 2–3    | Allianz MTV Stuttgart  | 27–29 | 25–13 | 25–22 | 14–25 | 11–15 | 102–104 | Relatório |
| 09/12/2020 | 20:00 | Lokomotiv Kaliningrado | 0–3    | Eczacıbaşı VitrA       | 17–25 | 22–25 | 22–25 |       |       | 61–75   | Relatório |
| 10/12/2020 | 17:30 | Lokomotiv Kaliningrado | 3–0    | Allianz MTV Stuttgart  | 25–23 | 25–20 | 25–20 |       |       | 75–63   | Relatório |
| 10/12/2020 | 20:00 | Eczacıbaşı VitrA       | 3–0    | Dinamo Moscou          | 25–18 | 25–20 | 25–14 |       |       | 75–52   | Relatório |

### Jogos de volta
- Local:  Pałac Sportu „Jantarnyj", Kaliningrado

Resultados
| Data       | Hora  |                        | Placar |                        | Set 1 | Set 2 | Set 3 | Set 4 | Set 5 | Total   | Relatório |
| ---------- | ----- | ---------------------- | ------ | ---------------------- | ----- | ----- | ----- | ----- | ----- | ------- | --------- |
| 02/02/2021 | 16:00 | Allianz MTV Stuttgart  | 2–3    | Eczacıbaşı VitrA       | 32–30 | 23–25 | 25–22 | 14–25 | 9–15  | 103–117 | Relatório |
| 02/02/2021 | 19:00 | Dinamo Moscou          | 3–0    | Lokomotiv Kaliningrado | 25–20 | 25–13 | 25–23 |       |       | 75–56   | Relatório |
| 03/02/2021 | 16:00 | Dinamo Moscou          | 3–0    | Allianz MTV Stuttgart  | 25–21 | 25–20 | 25–20 |       |       | 75–61   | Relatório |
| 03/02/2021 | 19:00 | Lokomotiv Kaliningrado | 0–3    | Eczacıbaşı VitrA       | 20–25 | 19–25 | 17–25 |       |       | 56–75   | Relatório |
| 04/02/2021 | 16:00 | Eczacıbaşı VitrA       | 3–1    | Dinamo Moscou          | 25–16 | 19–25 | 25–14 | 25–18 |       | 94–73   | Relatório |
| 04/02/2021 | 19:00 | Lokomotiv Kaliningrado | 0–3    | Allianz MTV Stuttgart  | 23–25 | 19–25 | 21–25 |       |       | 63–75   | Relatório |

### Grupo E
Classificação
|     |                        |     | Jogos | Jogos | Jogos | Pontos | Pontos | Pontos | Sets | Sets | Sets  |
| Pos | Equipe                 | Pts | T     | V     | D     | V      | P      | R      | V    | P    | R     |
| --- | ---------------------- | --- | ----- | ----- | ----- | ------ | ------ | ------ | ---- | ---- | ----- |
| 1   | Igor Gorgonzola Novara | 17  | 6     | 6     | 0     | 557    | 463    | 1.203  | 18   | 5    | 3.600 |
| 2   | Chemik Police          | 13  | 6     | 4     | 2     | 484    | 437    | 1.108  | 15   | 6    | 2.500 |
| 3   | Dinamo Kazan           | 6   | 6     | 2     | 4     | 445    | 464    | 0.959  | 7    | 13   | 0.538 |
| 4   | SK UP Olomouc          | 0   | 6     | 0     | 6     | 374    | 496    | 0.754  | 2    | 18   | 0.111 |

### Jogos de ida
- Local:  Pala Igor Gorgonzola, Novara

Resultados
| Data       | Hora  |                        | Placar |                        | Set 1 | Set 2 | Set 3 | Set 4 | Set 5 | Total   | Relatório |
| ---------- | ----- | ---------------------- | ------ | ---------------------- | ----- | ----- | ----- | ----- | ----- | ------- | --------- |
| 24/11/2020 | 17:30 | Igor Gorgonzola Novara | 3–0    | Dinamo Kazan           | 25–19 | 25–22 | 25–13 |       |       | 75–54   | Relatório |
| 24/11/2020 | 20:30 | SK UP Olomouc          | 0–3    | Chemik Police          | 18–25 | 19–25 | 18–25 |       |       | 55–75   | Relatório |
| 25/11/2020 | 17:30 | SK UP Olomouc          | 0–3    | Igor Gorgonzola Novara | 17–25 | 25–27 | 20–25 |       |       | 62–77   | Relatório |
| 25/11/2020 | 20:30 | Chemik Police          | 3–0    | Dinamo Kazan           | 25–21 | 25–22 | 25–18 |       |       | 75–61   | Relatório |
| 26/11/2020 | 17:30 | Dinamo Kazan           | 3–0    | SK UP Olomouc          | 25–18 | 25–17 | 25–20 |       |       | 75–55   | Relatório |
| 26/11/2020 | 20:30 | Chemik Police          | 2–3    | Igor Gorgonzola Novara | 25–27 | 22–25 | 25–21 | 25–21 | 6–15  | 103–109 | Relatório |

### Jogos de volta
- Local:  Hala sportowa - Zespół Szkół im. I. Łukasiewicza, Police

Resultados
| Data       | Hora  |                        | Placar |                        | Set 1 | Set 2 | Set 3 | Set 4 | Set 5 | Total  | Relatório |
| ---------- | ----- | ---------------------- | ------ | ---------------------- | ----- | ----- | ----- | ----- | ----- | ------ | --------- |
| 02/02/2021 | 17:30 | Igor Gorgonzola Novara | 3–1    | Dinamo Kazan           | 30–28 | 22–25 | 25–22 | 25–20 |       | 102–95 | Relatório |
| 02/02/2021 | 20:30 | SK UP Olomouc          | 0–3    | Chemik Police          | 12–25 | 23–25 | 17–25 |       |       | 52–75  | Relatório |
| 03/02/2021 | 17:30 | SK UP Olomouc          | 1–3    | Igor Gorgonzola Novara | 15–25 | 25–22 | 8–25  | 23–25 |       | 71–97  | Relatório |
| 03/02/2021 | 20:30 | Chemik Police          | 3–0    | Dinamo Kazan           | 28–26 | 25–20 | 25–17 |       |       | 78–63  | Relatório |
| 04/02/2021 | 17:30 | Dinamo Kazan           | 3–1    | SK UP Olomouc          | 25–18 | 22–25 | 25–21 | 25–15 |       | 97–79  | Relatório |
| 04/02/2021 | 20:30 | Chemik Police          | 1–3    | Igor Gorgonzola Novara | 19–25 | 25–22 | 18–25 | 16–25 |       | 78–97  | Relatório |

## Playoffs

### Quartas de final
O sorteio e tabela dos jogos desta fase foram divulgadas, na cidade de Luxemburgo (cidade)
| Equipe 1                  | Total | Equipe 2                | 1.º jogo | 2.º jogo |
| ------------------------- | ----- | ----------------------- | -------- | -------- |
| Fenerbahçe SK Istanbul    | 0–6   | Igor Gorgonzola Novara  | 1–3      | 1–3      |
| Scandicci Savino Del Bene | 1–5   | Imoco Volley Conegliano | 2–3      | 0-3      |
| Chemik Police             | 0–6   | VakıfBank SK Istanbul   | 0–3      | 0–3      |
| Busto Arsizio             | 6–0   | Eczacıbaşı VitrA        | 3–1      | 3–1      |

### Jogos de ida
Resultados
| Data       | Hora  |                           | Placar |                         | Set 1 | Set 2 | Set 3 | Set 4 | Set 5 | Total   | Relatório |
| ---------- | ----- | ------------------------- | ------ | ----------------------- | ----- | ----- | ----- | ----- | ----- | ------- | --------- |
| 23/02/2021 | 17:00 | Fenerbahçe SK Istanbul    | 1–3    | Igor Gorgonzola Novara  | 25–19 | 12–25 | 19–25 | 25–27 |       | 81–96   | Relatório |
| 24/02/2021 | 17:30 | Scandicci Savino Del Bene | 2–3    | Imoco Volley Conegliano | 25–17 | 27–29 | 30–28 | 23–25 | 15–17 | 120–116 | Relatório |
| 25/02/2021 | 18:00 | Chemik Police             | 0–3    | VakıfBank SK Istanbul   | 9–25  | 15–25 | 20–25 |       |       | 44–75   | Relatório |
| 25/02/2021 | 18:00 | Busto Arsizio             | 3–1    | Eczacıbaşı VitrA        | 25–19 | 25–17 | 28–26 |       |       | 78–62   | Relatório |

### Jogos de volta
Resultados
| Data       | Hora  |                         | Placar |                           | Set 1 | Set 2 | Set 3 | Set 4 | Set 5 | Total  | Relatório |
| ---------- | ----- | ----------------------- | ------ | ------------------------- | ----- | ----- | ----- | ----- | ----- | ------ | --------- |
| 03/03/2021 | 19:00 | Igor Gorgonzola Novara  | 3–1    | Fenerbahçe SK Istanbul    | 25–16 | 25–18 | 16–25 | 25–11 |       | 91–70  | Relatório |
| 03/03/2021 | 20:30 | Imoco Volley Conegliano | 3–0    | Scandicci Savino Del Bene | 25–20 | 25–17 | 25–20 |       |       | 75–57  | Relatório |
| 04/03/2021 | 17:00 | VakıfBank SK Istanbul   | 3–0    | Chemik Police             | 25–21 | 25–13 | 25–13 |       |       | 75–47  | Relatório |
| 04/03/2021 | 19:30 | Eczacıbaşı VitrA        | 1–3    | Busto Arsizio             | 23–25 | 22–25 | 25–22 | 26–28 |       | 96–100 | Relatório |

## Fase final

### Semifinais
| Equipe 1               | Total | Equipe 2                | 1.º jogo | 2.º jogo |
| ---------------------- | ----- | ----------------------- | -------- | -------- |
| Igor Gorgonzola Novara | 0–6   | Imoco Volley Conegliano | 0–3      | 0-3      |
| VakıfBank SK Istanbul  | 4–2   | Busto Arsizio           | 2–3      | 3-0      |

### Jogos de ida
Resultados
| Data       | Hora  |                        | Placar |                         | Set 1 | Set 2 | Set 3 | Set 4 | Set 5 | Total  | Relatório |
| ---------- | ----- | ---------------------- | ------ | ----------------------- | ----- | ----- | ----- | ----- | ----- | ------ | --------- |
| 17/03/2021 | 21:00 | Igor Gorgonzola Novara | 0–3    | Imoco Volley Conegliano | 21–25 | 18–25 | 17–25 |       |       | 56–75  | Relatório |
| 17/03/2021 | 20:00 | VakıfBank SK Istanbul  | 2–3    | Busto Arsizio           | 25–20 | 25–17 | 21–25 | 13–25 | 13–15 | 97–102 | Relatório |

### Jogos de volta
Resultados
| Data       | Hora  |                         | Placar |                        | Set 1 | Set 2 | Set 3 | Set 4 | Set 5 | Total | Relatório |
| ---------- | ----- | ----------------------- | ------ | ---------------------- | ----- | ----- | ----- | ----- | ----- | ----- | --------- |
| 23/03/2021 | 20:30 | Imoco Volley Conegliano | 3–0    | Igor Gorgonzola Novara | 25–15 | 25–23 | 25–20 |       |       | 75–58 | Relatório |
| 24/03/2021 | 18:00 | Busto Arsizio           | 0–3    | VakıfBank SK Istanbul  | 13–25 | 15–25 | 15–25 |       |       | 43–75 | Relatório |

## Final
Resultado
| Data       | Hora  |                         | Placar |                       | Set 1 | Set 2 | Set 3 | Set 4 | Set 5 | Total   | Relatório |
| ---------- | ----- | ----------------------- | ------ | --------------------- | ----- | ----- | ----- | ----- | ----- | ------- | --------- |
| 01/05/2021 | 17:00 | Imoco Volley Conegliano | 3–2    | VakıfBank SK Istanbul | 22–25 | 25–22 | 23–25 | 25–23 | 15–12 | 110–107 | Relatório |